# وعلان إهليلجي
وعلان إهليلجي (الاسم العلمي:Commelina elliptica) هو نوع من النباتات يتبع جنس الوعلان من الفصيلة الوعلانية.